# Holstentor
L'Holstentor o la Porta Holsten és la porta de la ciutat construïda en maó d'estil gòtic. És l'única que encara existeix en aquest costat del Burgtor i a la part medieval de la fortificació de Lübeck, Slesvig-Holstein a Alemanya. Consisteix en una entrada en arc amb dues torres rodones que la flanquegen. És considerat un senyal d'identitat de Lübeck. Juntament amb l'Altstadt de Lübeck formen part del Patrimoni de la Humanitat de la UNESCO des de l'any 1987.